# Lennart Högman
Lennart Högman, född 1940 i Göteborg, är en svensk författare och f.d. förläggare. Han var några år på 1960-talet lokalredaktör för tidningen Vi i Göteborg och han har senare varit chef och verkställande direktör i ett flertal bolag,  bl.a. inom reklambranschen, och haft politiska uppdrag på kommunal nivå.
Han var i slutet av 1990-talet förläggare för och idégivare till Veckans bok ”ett projekt av författare för författare”.

## Biografi
Högman är son till banktjänstemannen Elis Petersson (född Högman) 1891-1968 och dennes maka inköpschef Gerda Petersson (född Hogard) 1901-1996. Broder professorn och överläkaren med. dr., teol. kand. Hans-Inge Petersson 1933-2018. Gift med Elisabeth Holmqvist, stf enhetschef 1943-2011. 
Studier vid Göteborgs och Lunds universitet samt University of Chicago.

### Egna utgivna verk
- A Way of Thinking 1986, reklam- och marknadsstrategier, McCann (F)
- Bertrams gunga, roman 1994, Dahlbergs förlag, ett kapitel åkte direkt in i Röster i Lappland, 1995, En bok för alla, ett annat kapitel, 1995, i Drömmen om Lappmarken, Förlagshuset Nordkalotten  (S)
- Den öppna dörren, konstnärsbiografi 1995, Ars Longa (F)
- Ledaren som försvann, roman 1996, Dahlbergs förlag  (S)
- Jörgen Hammar, konstnärsbiografi, redaktör 1997  (F)
- En etta på Kungsholmen med helpension, roman 1998, Veckans bok (S)
- Min bruna danserska, prosabok 1999, Veckans bok (S)
- Igelkottsmördaren, roman 2003, Tre Böcker (S)
- Bildkonstnären Erik Cedervall, konstnärsbiografi, 2009 (F)
- Knut Valdemar Pettersson, de fina linjernas mästare, konstnärsbiografi, 2013
- Vid den sköna Edsvikens stränder, (F) SV:s skriftserie nr1 SV
- Sollentunakonstnärer 2016, konstnärsbiografier, SV:s skriftserie nr 2 (F)
- En friherres sociala slalomresa i den ädla världen 2016, SV:s skriftserie nr 3 (S)
- Sherry Drycken till mat, Barthelson Förlag 2019 (F)

## Priser och utmärkelser
Har som företagsledare fått flera utmärkelser och priser inom reklam, och som förläggare för bokkonst. Blev utsedd av Tidningen Svensk Bokhandel till årets ”rookie” i Bok-Sverige 1998. 
- 1998 ABF Sollentuna/Nordosts litteraturpris
- 1998 300.000 kr från kulturdepartementet för ”nyskapande satsning inom kulturområdet”
- 2000 Sollentunas kulturstipendium”.[2]
- 2001 Sollentuna författarsällskaps litteraturstipendium
- 2003 ABF Sollentunas kulturstipendium
- 2010 Skönlitterära författarsällskapet Stockholm Nord stipendium
- 2011 Stockholms läns bildningsförbund

## Föreningsliv
Ordförande i Skönlitterära författarsällskapet Stockholm Nord. Medlem i Sveriges Författarförbund och Svenska PEN-klubben. Varit vice ordförande i Göteborgs SSU-distrikt samt ledamot i kommunfullmäktige i Lund (s) och kommunstyrelsen i Sollentuna kommun (m).  